# Десет у пола
Десет у пола (енгл. Not So Friendly Neighborhood Affair) босанскохерцеговачка је филмска комедија из 2021. године у режији Даниса Тановића. Сценарио потписују Тановић и Никола Купрешанин, док су продуценти филма Мирсад Пуриватра, Амра Бакшић Чамо и Јован Марјановић, а извршни продуцент Адис Ђапо. Филмску музику је компоновао Брано Јакубовић.
Радња филма се дешава у пандемијом погођеном Сарајеву и прати двојицу сарајевских ћевабџија, пријатеља и антипода који се сукобљавају око квалитете ћевапа у њиховим радњама, заправо преиспитујући животне одлуке и прихватајући неминовне промене.
Насловне улоге тумаче Бранко Ђурић Ђуро и Изудин Бајровић, док су у осталим улогама Хелена Вуковић, Керим Чутуна, Горан Навојец, Ања Матковић и други. 
Филм је премијерно приказан на 27. Сарајево Филм Фестивалу који је уједно и отворио фестивал. Десет у пола је дио пројекта Сарајево град филма за глобалне екране (СЦФ ГС) и усредсређује се на режисере из Југоисточне Европе.

## Радња
Сарајево, мај 2021. године. Башчаршија покушава да се опорави од дуге и тешке пандемијске године. Пандемија још увек траје, али ипак – долази лето и постоји нада да би се ствари могле, барем на кратко, поправити. 
Када једно јутро у Енесову (Бранко Ђурић) ћевабџиницу уђе позната инфлуенсерка из Загреба (Ања Матковић) која каже да је дошла да поједе „најбоље ћевапе у Сарајеву“, он је пошаље код Изе (Изудин Бајровић), да би тако и он традиционално могао након прве услужене муштерије, приуштити себи задовољство прве јутарње кафе. Овај сасвим безазлен, пријатељски гест, изазива потпуни распад комшијског, пословног и приватног живота, али не само Енесовог и Изиног, него у целом граду. Где се једу најбољи ћевапи у Сарајеву?

## Улоге
| Глумац          | Улога          |
| --------------- | -------------- |
| Бранко Ђурић    | Енес           |
| Изудин Бајровић | Изо            |
| Хелена Вуковић  | Лана           |
| Керим Чутуна    | Орхан          |
| Горан Навојец   | власник кафића |
| Ања Матковић    | Гордана        |

## Продукција
Снимање филма Десет у пола трајало је 21 дан, а почело је 5. маја 2021. године. Данис Тановић поново сарађује с глумцима Бранком Ђурићем Ђуром и Изудином Бајровићем, након његових филмова Ничија земља и Смрт у Сарајеву. У филму се такођер појављују и млади глумци с Академије сценских уметности у Сарајеву Керим Чутуна и Хелена Вуковић.